# Tudhaliya III
Tudhaliya iii, dit Tudhaliya le jeune, est un roi éphémère présumé de l'empire hittite (Nouvel Empire) qui aurait régné en 1344 av. J.-C. (en chronologie courte).

## Vie
Il était peut-être le fils et successeur de Hattusili ii. Toutefois il est généralement considéré comme le fils et successeur immédiat de Tudhaliya ii. Aucun texte ancien ne le reconnait explicitement comme roi. Les textes hittites se réfèrent à lui comme « Tudhaliya le jeune » (ou, selon une autre traduction, « Tudhaliya l'enfant »). Il fut assassiné par un groupe d'officiers parmi lesquels se trouvait son successeur et très probablement frère Suppiluliuma ier.

## Nomenclature des souverains hittites
La nomenclature des souverains hittites nommés Tudhaliya et aussi de ceux nommés Hattusili comporte encore des obscurités. Le personnage sujet de cet article n'est habituellement pas inclus dans la liste des souverains hittites. Son père est généralement connu sous le nom de Tudhaliya ii (parfois Tudhaliya iii).

## Lignage
L'arbre généaologique ci-dessous est une reconstruction possible, parmi d'autres, du lignage de la famille royale de l'empire hittite. La nomenclature des souverains, les liens de parenté demeurent obscurs par de nombreux aspects,